# Always (marka)

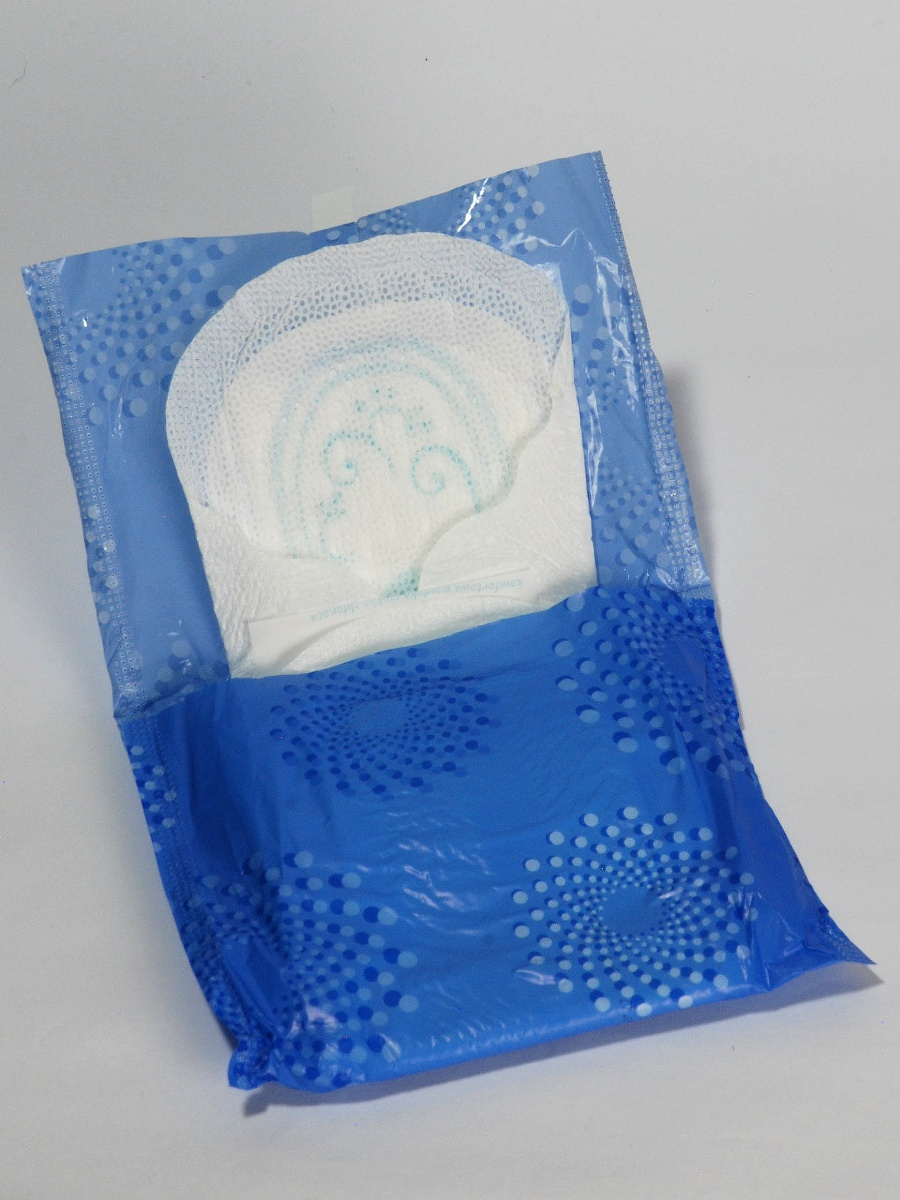
Produkt marki Always

Always – marka kobiecych produktów higienicznych, produkowana przez amerykańskie przedsiębiorstwo Procter & Gamble. Została wprowadzona na rynek w 1983 roku. Marka Always jest sprzedawana pod nazwą Whisper w Japonii, Singapurze, Indiach, Chinach, Korei Południowej, Filipinach, Pakistanie, Tajlandii, Hongkongu, Australii i Indonezji. We Włoszech sprzedawana jest  pod nazwą Lines. Orkid w Turcji oraz Ausonia, Evax w Hiszpanii. Procter & Gamble jest światowym liderem w produkcji kobiecych produktów higienicznych.

## Produkty[3]
- Always Ultra Normal Plus
- Always Ultra Super Plus Sensitive
- Always Ultra Normal Sensitive Fresh
- Always Ultra Super Plus
- Always Ultra Night
- Always Ultra Standard
- Always Ultra Normal Fresh
- Always Classic
- Always Classic Sensitive
- Wkładki higieniczne Always Normal